# أوريليان كابو

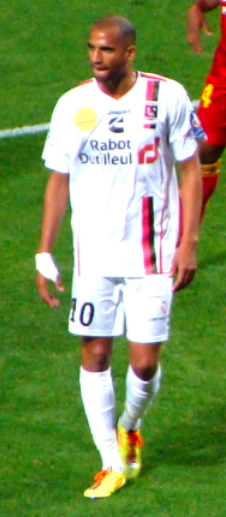

أوريليان كابو (بالفرنسية: Aurélien Capoue) (مواليد 28 فبراير 1982 في نيور - فرنسا) لاعب كرة قدم فرنسي يلعب حاليا لصالح نادي الدرجة الأولى أوكسير الفرنسي منذ 2009 في مركز الوسط المحوري .

## روابط خارجية
- أوريليان كابو على موقع رابطة كرة القدم الفرنسية للمحترفين (الإنجليزية)
- أوريليان كابو على موقع قاعدة بيانات كرة القدم.إي يو (الإنجليزية)
- أوريليان كابو على موقع ليكيب (الفرنسية)
- أوريليان كابو على موقع ناشيونال فوتبول تيمز (الإنجليزية)
- أوريليان كابو على موقع عالم كرة القدم.نت (الإنجليزية)